# Милвуд (Јужна Каролина)
Милвуд (енгл. Millwood) град је у америчкој савезној држави Јужна Каролина.

## Демографија
По попису из 2000. године број становника је 885.
| Група             | 2000.       | 2010.    |
| Белци             | 668 (75,5%) | 0 (0,0%) |
| Афроамериканци    | 190 (21,5%) | 0 (0,0%) |
| Азијати           | 6 (0,7%)    | 0 (0,0%) |
| Хиспаноамериканци | 7 (0,8%)    | 0 (0,0%) |
| Укупно            | 885         | 0        |